# 克里斯蒂安·康拉德·斯普壬格

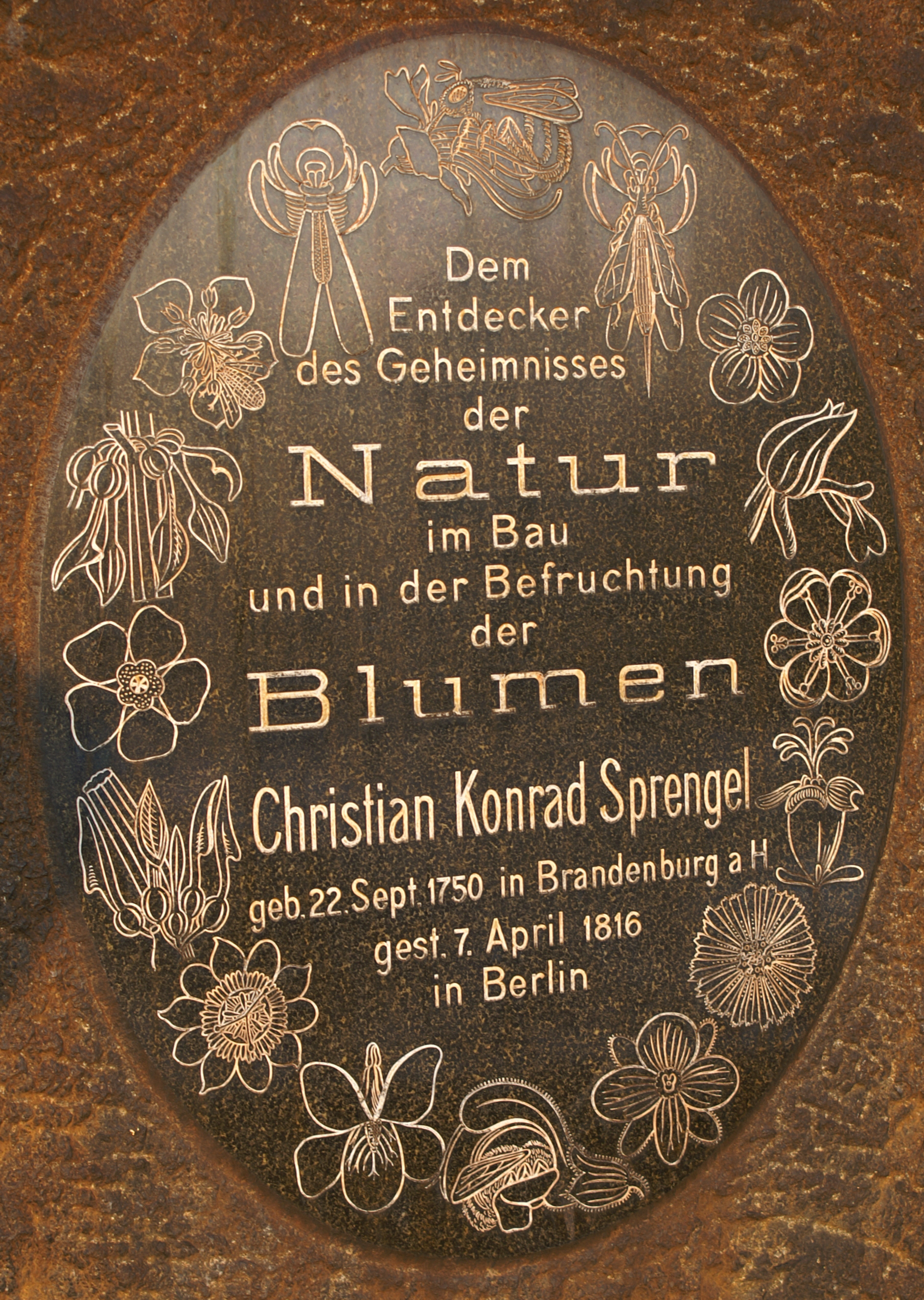
柏林-達勒姆植物園前紀念斯普壬格貢獻的小紀念碑。該碑於1917年斯普壬格百年忌日時由Adolf Engler立碑。

克里斯蒂安·康拉德·斯普壬格（Christian Konrad Sprengel，1750年9月22日—1816年4月7日）是德國的神學家、教師，但最為人所知的是做為一名自然學家。他對植物性別（plant sexuality）的研究最為人所稱道。斯普壬格是第一位發現花的功能是吸引昆蟲進行異花授粉的自然學家。斯普壬格跟寇盧特的貢獻奠定了花生物學和花生態學的基礎。雖說在查爾斯·達爾文複驗了斯普壬格的發現之前，斯普壬格的研究並沒有得到太多關注。

## 外部連結
- Das entdeckte Geheimnis der Natur im Bau und in der Befruchtung der Blumen （页面存档备份，存于） (Darwin's copy with notes （页面存档备份，存于）)（英文）